# Thal-Drulingen
Thal-Drulingen è un comune francese di 180 abitanti situato nel dipartimento del Basso Reno nella regione del Grand Est.

## Società

### Evoluzione demografica
Abitanti censiti